# Folque-Bertrand I av Provence
Folque-Bertrand I, även Fulco eller Fulcho och Bertrannus, död 27 april 1051, var samregerande greve av Provence tillsammans med sin äldre broder Guillaume IV från år 1018 och även tillsammans med sin yngre bror Geoffroi I från år 1032, eller tidigare. De var söner till Guillaume IV, greve av Provence.

## Biografi
Tillsammans med brodern Geoffroi I donerade Folque-Bertrand I egendomar till klostret i Cluny, 26 maj 1037, och till Saint Victor klostret i Marseille, 16 januari 1040. Folque-Bertrand I var en ivrig anhängare till det förnyade munkväsendet i tiohundratalets Provence. Han sammankallade ett råd bestående av prästerskap och adel för att grunda klostret Saint-Promsius nära Forcalquier och för att återuppbygga klostret Bremetense nära Gap, som förstörts av saracenerna från Fraxinet något århundrade tidigare. 
Det innebar att de båda bröderna donerade bort stora delar av den beskattningsrätt i Provence som släkten haft sedan anfadern Guillaume I av Provence tid. De fördelade också ut förläningar till vasaller och försvagandet av grevskapet som en politisk enhet kan härledas till tiden för deras regim.
Folque-Bertrand I kom i konflikt med vicegreven av Marseille och gick ut i strid år 1031, varvid staden Toulon förstördes.
Han gifte sig med Hildegard av Toulouse, barnbarn till Raimond III av Toulouse och de fick två söner och en dotter. Alla barnev blev grevar av Provence; sönerna Guillaume-Bertrand, 1051–1094 och Geoffroi II, 1063–1067, samt dottern Gerberge, 1093–1112. 